# Didymella distincta
Didymella distincta är en svampart som först beskrevs av Petter Adolf Karsten, och fick sitt nu gällande namn av O.E. Erikss. 1967. Didymella distincta ingår i släktet Didymella, ordningen Pleosporales, klassen Dothideomycetes, divisionen sporsäcksvampar och riket svampar.   Inga underarter finns listade i Catalogue of Life.